# Kurt Buschmann

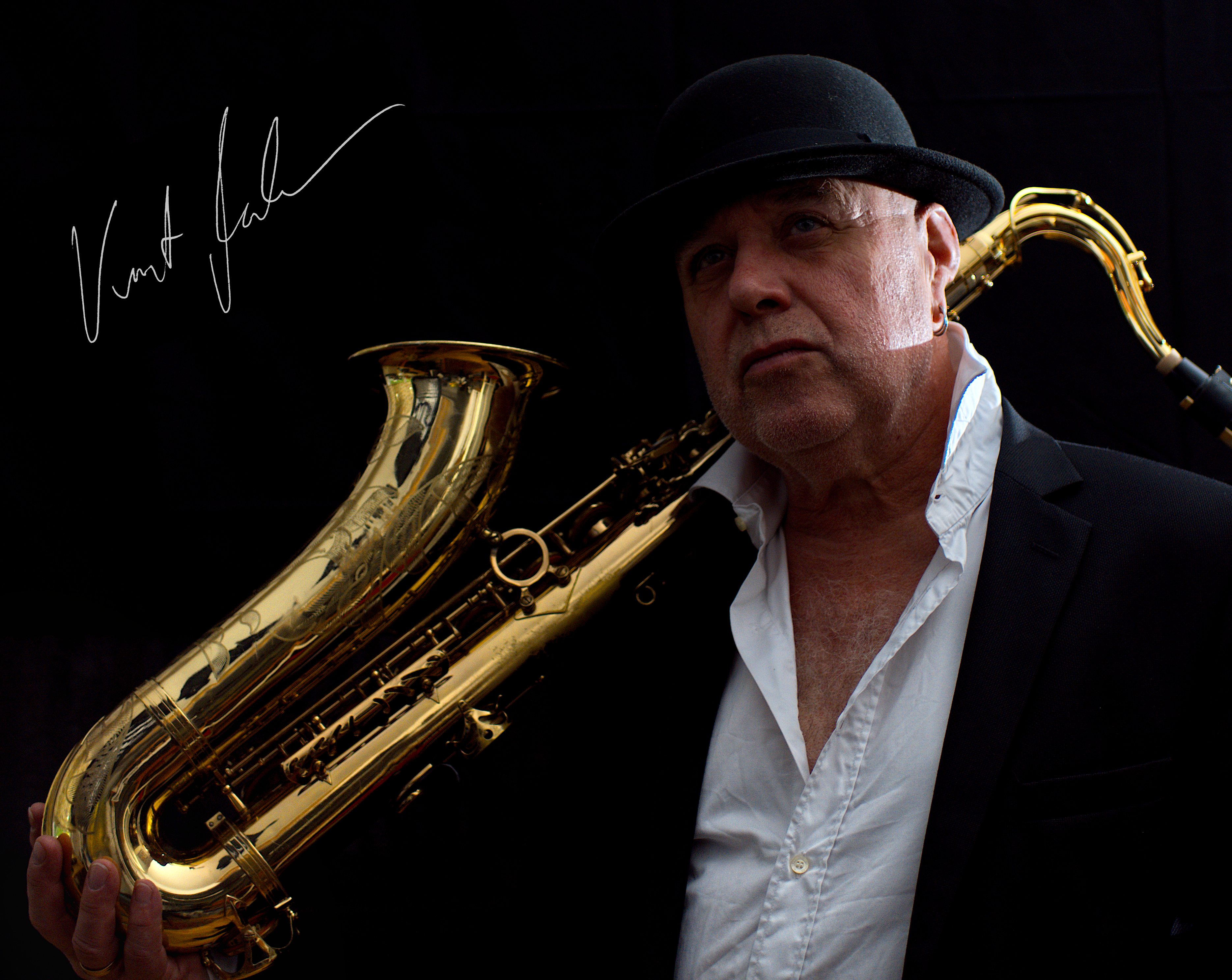
Kurt Buschmann

Kurt Buschmann (* 7. September 1955 in Seeon) ist ein deutscher Saxophonist, Klarinettist und Komponist. Bei Live-Veranstaltungen tritt er vorrangig mit Tenor- und Sopransaxophon auf oder spielt Perkussion.

## Leben und Wirken
Buschmann besuchte die Heinrich-Braun Hauptschule in Trostberg und erhielt von 1963 bis 1967 zusätzlich Akkordeon- und Gesangsunterricht. In der Choralschola der Stadtpfarrkirche St. Andreas war er Vorsänger, und im Alter von zehn Jahren bereits Mitglied in einem Vokal-Sextett. 1968 zog die Familie nach München; dort besuchte Buschmann die inzwischen aufgelöste Otto-Hahn Realschule.
1971 verließ Buschmann das Elternhaus und gründete mit 16 Jahren seine erste Rockband. Nach der Ausbildung zum Industriekaufmann und Programmierer entschied er sich für die Laufbahn des Berufsmusikers und spielte ab 1974 zunächst in München vier Jahre mit Hans Fleischmann in einem Blues- und Folk-Gitarrenduo auch Bluesharp und Bass.
1978 wechselte Buschmann nach Hamburg. Über den Gitarristen Rainer Baumann öffnete sich ihm der Zugang zur professionellen Hamburger Musikerszene. Doch obwohl Kurt Buschmann erfolgreich in Bands und Duos spielte, seinen bayerischen Blues gern in die Norddeutsche Clubszene einbrachte, betrachtete er selbst die Gitarre nie als sein favorisiertes Instrument.
1983 begann Buschmann Saxophon und Klarinette zu lernen und gründete kurz darauf die Rockband Per Expreß, in der mit eigenen Texten als Leadsänger und bereits als Saxophonist mit ersten Kompositionen auftrat. Projekte, Bands und Künstlerbegleitungen u. a. mit London Boys, Inga Rumpf, Peter Behrens (Schlagzeuger) folgten. Ab 1988 spielte er sechs Jahre bei Ted Herold das Tenor-Saxophon und Keyboards u. a. in der Aktuellen Schaubude, bei Zwei im Zweiten, in Peter’s Musik Revue.
Im Frühjahr 1994 produzierte Kurt Buschmann seine erste Solo-CD: EAU in der Bergstedter Kirche. Die Weltmusikformation Kurt Buschmann & Friends, insbesondere mit dem Tablameister Swapan Bhattacharya aus Kalkutta, spielte im Anschluss regelmäßige Konzerte im nord- und mitteldeutschen Raum und die Hessisch-Niedersächsische Zeitung berichtete: (…) Buschmanns facettenreiche Musik faszinierte das Publikum von Anfang an.
Ein Jahr später, zusammen mit dem Pianisten Sven Selle, spielte er das Jazz-Album You Don’t Know What Love Is ein und wurde damit CD-Tip der Elmshorner Nachrichten: Ein gelungenes Debüt-Album zweier präzise aufeinander eingestellter Sachwalter der klassischen Moderne im Jazz, und „mit einem Saxophon, das bei Standards wie Summertime, My Foolish Heart (…) am liebsten die menschliche Stimme übernimmt“, kommentierte die Fachzeitschrift Jazz Podium.
Über die anschließende CD, Look Inside, schrieb Chris v. Hauff in der Fachzeitung des DRMV: Der Sopran-Saxophonist Kurt Buschmann malt melodische Klangcollagen, wobei er mit seinem Saxophon über die Begleitung – bestehend aus dezenter Percussion, Klavier und Kontrabass – schwebt und dabei seinem Instrument einen schönen warmen, nie aufdringlichen Ton entlockt (…). Inspirierende Musik, die anregend und entspannend und zugleich auch fordernd ist, da sehr viele verschiedene Stimmungen geschaffen werden, die vom Höher erfasst werden müssen.
Vom Frühjahr 2002 bis 2003 arbeitete Buschmann mit dem Schauspieler Wolfgang Kaven in dem Projekt Lob des Altmodischen – Große Literatur in kleinen Buchläden zusammen: Kaven las ausgewählte Texte, Buschmann spielte Saxophon, Erika Werner moderierte den Abend. Literarisch-musikalische Reisen unternahmen auch Hannelore Hoger und Ulrich Pleitgen: Kurt Buschmann begleitete ihre Lesungen mit sensiblen Saxophonsounds. Von 2007 bis zu ihrem Tod 2012 trat er zudem mit der hannoverschen Autorin Frauke Baldrich-Brümmer (Geschichten von Trulla, Satiremagazin Eulenspiegel) auf ihren literarischen Veranstaltungen auf.
Bereits im September 2003 feierte Henry Heggen gemeinsam mit Kurt Buschmann sein 30-jähriges Bühnenjubiläum. Beim Konzert in Elmshorn – vor über tausend Besuchern – nahmen sie Abschied von der Rhythm’n Blues Band Heggen’s Heroes, bei der Buschmann über sechs Jahre neben Roy Dyke, Martin Scheffler, Bernd Ohnesorge sowie Detlef Bösche gespielt und zudem die CD Making Love In Lola – live realisiert hatte.
Zusätzlich zu eigenen Formationen wie Kurt Buschmann Group, Sax’n DJ, The Rolling Bushmen war er Teil von Bands und Duo-Formationen wie More Than Four (u. a. mit Mickie Stickdorn), einem Duo mit Abi Wallenstein, The Two mit Zabba Lindner sowie in dessen Projekt Die Hamburg Sinfonie. Er tritt weiterhin als Gast in zahlreichen deutschen wie internationalen Gruppen auf. Seit 2016 ging er jedes Jahr in den Sommermonaten mit dem deutsch-südafrikanischen Sänger Ike Moriz in Norddeutschland auf Tournee. Ihr erster gemeinsamer Auftritt fand am 20. Juli 2016 beim Hamburg-Bergedorfer Altstadtfest, der Bergedorfer Hafenmeile, statt. Auf Moriz’s Dragons Tour gaben sie zusammen 2022 ein ausverkauftes Konzert zugunsten des Kinderhilfswerks Plan International im Hamburger Michel. Auch 2023 spielten sie wieder bei diversen Konzerten des Sängers zusammen im norddeutschen Raum.
2010 veröffentlichte die Kurt Buschmann Group die CD Use Your Time, drei Jahre später die CD Longing To Roam. Bis 2014 umfasst die Serie der von Buschmann aufgenommenen Tonträger über 25 Titel, darunter Jazz, Weltmusik, Blues sowie unkonventionelle Produktionen wie zum Beispiel ein Live-Konzert zum 50. Unabhängigkeitstag Indiens, 1998 in der evangelischen Gnadenkirche in Hamburg-St. Pauli. Auch spielte er Konzerte, u. a. in Berlin mit dem russischen Pianisten Sascha Pushkin.
Zudem unterrichtet Buschmann an verschiedenen Schulen, ist engagiert bei ausgesuchten Musikveranstaltungen und insbesondere in der Jugendarbeit und Talentförderung. Buschmann ist u. a. aktives Mitglied beim Kinderhilfswerk ICH – International Children Help e.V.
Seit Sommer 2023 lebt Buschmann in Hamburg-Lohbrügge.

## Diskografie

### Alben (Auswahl)
- 1994: EAU, Windpferd Verlag
- 1995: You Don’t Know What Love Is
- 1998: 50. Unabhängigkeitstag Indiens, Institut für indische klassische Musik
- 1999: Orage – Look Inside
- 2003: Making Love In Lola – live
- 2010: Use Your Time, Nightclub Record, Bärensong Musikverlag
- 2013: Longing To Roam, Nightclub Record, Bärensong Musikverlag
- 2013: Coffee For Angels, Nightclub Record, Bärensong Musikverlag
- 2014: The Blues Is Gone, Nightclub Record, Bärensong Musikverlag
- 2015: Ooh Oh Lalla (Single), Nightclub Record, Bärensong Musikverlag

## Auszeichnungen
- 1985; „NDR-Hörfest“, Gewinner mit der Gruppe Per Expreß